# American Film Institute
O American Film Institute (Instituto Americano de Cinema), mais conhecido como AFI, é uma organização sem fins lucrativos e independente criada pela Doação Nacional para as Artes (National Endowment for the Arts – NEA), plano estabelecido em 1967 pelo então presidente dos Estados Unidos, Lyndon B. Johnson.
George Stevens Jr. foi o primeiro diretor da organização. Em 1980, Jean Picker Firstenberg se tornou a diretora-executiva e presidente da organização, posição que ocupou de 1980 até 2007. Bob Gazzale foi nomeado presidente e diretor-executivo em 2007.
O AFI é especializado em treinar novos diretores em seu conservatório, e na preservação de filmes antigos — submetidos à degradação. Apesar do seu nome, o AFI não se foca exclusivamente no cinema, mas também na televisão e em vídeos.
Em 1973, o AFI começou a conceder seu famoso prêmio, o AFI Life Achievement Award.
Em 1998, com o 100° aniversário do cinema norte-americano, o AFI começou a formular as suas famosas listas do AFI de 100 Anos…, celebrando, promovendo e falando da importância do cinema americano.
Recentemente foi aberto o Teatro AFI Silver em Silver Spring, Maryland — perto de Washington, DC.